# Inga duckei
Inga duckei är en ärtväxtart som beskrevs av Huber. Inga duckei ingår i släktet Inga och familjen ärtväxter. Inga underarter finns listade i Catalogue of Life.